# Кама (животное)
Кама — гибрид между одногорбым верблюдом и ламой. Оба животных принадлежат к семейству верблюдовых, но в природе имеют различные ареалы: верблюд обитает в Азии и Африке, лама — в Южной Америке.
В репродукционном центре животных Дубая в Объединённых Арабских Эмиратах в 1998 году родился гибрид-самец по кличке Рама, а в 2002 году — самка по кличке Камила. Животные являются потомством самки ламы и самца одногорбого верблюда. Оплодотворение было искусственным. Противоположное сочетание не привело к успеху. Аналогично мулам являются стерильными.